# Lugarde
Lugarde é uma comuna francesa na região administrativa de Auvérnia-Ródano-Alpes, no departamento de Cantal. Estende-se por uma área de 13,69 km². Em 2010 a comuna tinha 143 habitantes (densidade: 10,4 hab./km²).